# Pristomerus floridanus
Pristomerus floridanus är en stekelart som beskrevs av Dasch 1979. Pristomerus floridanus ingår i släktet Pristomerus och familjen brokparasitsteklar. Inga underarter finns listade i Catalogue of Life.